# Viișoara (Mureș)
Viișoara é uma comuna romena localizada no distrito de Mureș, na região histórica da Transilvânia. A comuna possui uma área de 66.87 km² e sua população era de 1702 habitantes segundo o censo de 2007.